# Европско првенство у атлетици на отвореном 2012 — 5.000 метара за жене
Трка на 5.000 метара у женској конкуренцији на Европском првенству у атлетици 2012. у Хелсинкију одржана је 28. јуна на Олимпијском стадиону у Хелсинкију.
Титулу освојене у Барселони 2010. није бранила Алемиту Бекеле из Турске
Учествовале су 22 такмичарке из 14 земаља. На циљ је стигло 18, а три су одустале у току трке, а једна није стартовала.

## Земље учеснице
- Азербејџан (1)
- Белгија (2)
- Италија (3)
- Немачка (1)
- Португалија (1)
- Румунија (1)
- Русија (2)
- Турска (2)
- Уједињено Краљевство (3)
- Украјина (1)
- Финска (1)
- Француска (1)
- Швајцарска (1)
- Шпанија (2)

## Рекорди
| Рекорди пре почетка Европског првенства 2012. | Рекорди пре почетка Европског првенства 2012. | Рекорди пре почетка Европског првенства 2012. | Рекорди пре почетка Европског првенства 2012. | Рекорди пре почетка Европског првенства 2012. |
| --------------------------------------------- | --------------------------------------------- | --------------------------------------------- | --------------------------------------------- | --------------------------------------------- |
| Светски рекорд                                | Тирунеш Дибаба · Етиопија                     | 14:11,15                                      | Осло, Норвешка                                | 6. јун 2008.                                  |
| Европски рекорд                               | Лилија Шобухова · Русија                      | 14:23,75                                      | Казањ, Русија                                 | 19. јул 2008                                  |
| Рекорди Европских првенстава                  | Алемиту Бекеле · Турска                       | 14:52,20                                      | Барселона, Шпанија                            | 1. август 2010                                |
| Светски рекорд сезоне                         | Вивијан Черијот · Кенија                      | 14:35,62                                      | Рим, Италија                                  | 31. мај 2012.                                 |
| Европски рекорд сезоне                        | Сара Мореира · Португалија                    | 15:08,33                                      | Ватфорд, Уједињено Краљевство                 | 9 June 2012                                   |

### Најбољи европски резултати у 2012. години
Десет најбољих европских атлетичарки на 5.000 метара 2012. године до почетка првенства (27. јуна 2012), имали су следећи пласман на европској и светској ранг листи. (СРЛ)
| 1.  | Сара Мореира, Португалија         | 15:08,33 | 9. јун    | 17. СРЛ |
| 2.  | Светлана Кирејева Русија          | 15:08,38 | 27. мај   | 18. СРЛ |
| 3.  | Џоан Пејви, Уједињено Краљевство  | 15:09,53 | 31. мај   | 20. СРЛ |
| 4.  | Људмила Коваленко Украјина        | 15:10,28 | 28. мај   | 21. СРЛ |
| 5.  | Стефани Твел Уједињено Краљевство | 15:15,24 | 27. април | 25. СРЛ |
| 6.  | Јелена Задорожна Русија           | 15:18,73 | 27. мај   | 28. СРЛ |
| 7.  | Дуду Каракаја Турска              | 15;20,00 | 9. јун    | 31. СРС |
| 8.  | Олесија Шуклина Русија            | 15:20,17 | 27. мај   | 32. СРЛ |
| 9.  | Кристин Бардел Француска          | 15:20,84 | 18. мај   |         |
| 10. | Јелена Коропкина Русија           | 15:25,73 | 13. јун   | 41 СРЛ  |

Такмичарке чија су имена подебљана учествују на ЛОИ.

## Освајачи медаља
|                       |                            |                          |
| Олга Головкина Русија | Људмила Коваленко Украјина | Сара Мореира Португалија |

## Сатница
| Датум         | Време | Коло   |
| ------------- | ----- | ------ |
| 28. јун 2012. | 17:35 | Финале |

## Резултати

### Финале
| Пласман | Такмичарка          | Држава               | Време    | Белешке |
| ------- | ------------------- | -------------------- | -------- | ------- |
|         | Олга Головкина      | Русија               | 15:11,70 |         |
|         | Људмила Коваленко   | Украјина             | 15:12,03 |         |
|         | Сара Мореира        | Португалија          | 15:12,05 |         |
| 4.      | Џулија Блесдејл     | Уједињено Краљевство | 15:12,77 | ЛР      |
| 5.      | Роксана Барка       | Румунија             | 15:13,40 | ЛР      |
| 6.      | Надија Ејафини      | Италија              | 15:16,54 | ЛР      |
| 7.      | Светлана Кирејева   | Русија               | 15:19,55 |         |
| 8.      | Алменш Белете       | Белгија              | 15:22,15 | ЛРС     |
| 9.      | Елена Ромањоло      | Италија              | 15:24,38 |         |
| 10.     | Judith Plá          | Шпанија              | 15:27,62 | ЛРС     |
| 11.     | Дуду Каракаја       | Турска               | 15:29,71 |         |
| 12.     | Кристин Бардел      | Француска            | 15:33,49 |         |
| 13.     | Barbara Maveau      | Белгија              | 15:33,68 |         |
| 14.     | Лајес Абдулајева    | Азербејџан           | 15:33,88 | ЛРС     |
| 15.     | Силвија Вајсштајнер | Италија              | 15:39,23 |         |
| 16.     | Хелен Клидеро       | Уједињено Краљевство | 15:49,13 | ЛРС     |
| 17.     | Марен Кок           | Немачка              | 15:52.74 |         |
| 18.     | Лидија Родригез     | Шпанија              | 16:07,73 |         |
| -       | Фадиме Суна         | Турска               | НЗ       |         |
| -       | Забине Фишер        | Швајцарска           | НЗ       |         |
| -       | Јохана Лехтинен     | Финска               | НЗ       |         |
| -       | Стефани Твел        | Уједињено Краљевство | НС       |         |